# أوبيرناي
أوبيرناي (بالفرنسية: Obernai)‏ هي بلدية فرنسية تقع في إقليم الراين الأسفل من منطقة ألزاس في شمال شرق فرنسا. تبلغ مساحة هذه المدينة 25.78 (كم²)، وترتفع عن سطح البحر 185 م، يبلغ عدد سكانها 11009 نسمة حسب إحصاء المعهد الوطني للإحصاء والدراسات الاقتصادية سنة 2009 م. وترأس برنارد فيشر البلدية خلال فترة (2001 - 2008).

## توأمة
لأوبيرناي اتفاقيات توأمة مع كل من:
- Pully [الإنجليزية]‏
- غينغنباخ

## أعلام
- لويس باستين
- أندريه نيهر
- مورغان شنيدرلين

## وصلات خارجية
- صفحة البلدية على موقع المعهد الوطني للإحصاء والدراسات الاقتصادية (بالفرنسية)